# Короткі історії (фільм, 1963)
«Короткі історії» (підзаголовок «Кілька посмішок з різних приводів») (рос. Короткие истории) — радянський трисерійний телевізійний художній фільм 1963 року. «Короткі історії» вважають прообразом майбутньої популярної телепередачі «Кабачок „13 стільців“», що вийшла на екрани в 1966 році.

## Сюжет
Фільм являє собою трьохсерійну добірку з інсценівок декількох гумористичних оповідань радянських і зарубіжних авторів, опублікованих у серії брошур Бібліотечка журналу «Крокодил», дія яких відбувається в кафе, в установі, в басейні, на кухні й іншому.
Перша серія:
1. «Посміхнись, товарише!»
2. «Цікаво …» (музично-танцювальна)
3. «Питання про трубу, що лопнула»
4. «Я стукаю на машинці» (музично-танцювальна)
5. «І так буває…» (мультфільм)
6. «Обережна людина»
7. «Часи року» (музично-графічна)
8. «Сімейний вечір»
9. «Жарти-малютки» (дуже короткі історії, 11 серій)

Друга серія:
1. «Умови розлучення»
2. «Телефон» (музично-танцювальна)
3. «Калинівський»
4. «Сестра Моніка» (графічна)
5. «Випадок в літаку»
6. «Шахрай»
7. «Таємниця кімнати № 216»
8. «Жарти-малютки» (дуже короткі історії)

Третя серія:
1. «Порядок передусім»
2. «В суді»
3. «Одного разу…» (музично-танцювальна)
4. «Слони з мух»
5. «Умілець»
6. «Маестро» (музична)
7. «Слідкуйте за мораллю»:
8. «Гостинність»
9. «Повчальна історія»
10. «Легенда про блукаючі дзеркала».

## У ролях
- Ростислав Плятт — оповідач (Посміхнися, товариш!)
- Георгій Менглет — начальник
- Борис Чирков — майстер-кравець
- Євген Леонов — замовник
- Віра Орлова — клієнтка перукарні («Калинівський»), касирка на вокзалі («Порядок передусім»), пані Ковальська («Сімейний вечір»), Ганна («Жарти-малютки»)
- Марія Миронова — пані Христина
- Олександр Менакер — чоловік пані Христини
- Анатолій Папанов — умілець, телемайстер
- Ольга Аросєва — Гелена / пані Фісташкова
- Георгій Віцин — чоловік
- Михайло Пуговкін — директор ательє
- Володимир Лепко — керівник занять по техмінімуму
- Юрій Соковнин — бригадир
- Георгій Тусузов — демагог
- Клен Протасов — свідомий робітник
- Володимир Раутбарт — пан Ковальський
- Лілія Труніна — Тетяна
- Людмила Графова — Надя
- Людмила Васильєва — Люба
- Ірина Седлярова — Віра
- Роза Макагонова — дружина
- Володимир Васильєв — чоловік
- Юрій Медведєв — голова будинкового комітету
- Олексій Варламов — продавець
- Юрій Фомічов — співробітник музею
- Леонід Пирогов — інспектор статистичного управління
- Світлана Харитонова — господиня квартири
- Броніслава Тронова — співробітниця
- Світлана Захватошина — ведуча / офіціантка
- Інна Харламова — адміністратор в ресторані
- Олена Хуцешвілі — ведуча
- Володимир Корецький — клієнт перукарні
- Всеволод Ларіонов — епізод
- Олександр Шворін — епізод
- Павло Винник — епізод
- Віктор Байков — епізод
- Людмила Геника-Чиркова — дружина
- Леонід Швачкин — кравець
- Георгій Вовк — епізод
- Юрій Гердов — епізод
- Валентин Смирнов — епізод
- Борис Брунов — епізод
- Валентина Токарська — епізод
- Катерина Райкіна — Ванга
- Ніна Архипова — Зося
- Слава Царьов — школяр
- Юрій Волинцев — епізод
- Маргарита Жигунова — друга господиня

## Знімальна група
- Режисер: Михайло Григор'єв
- Оператори: Лев Бунін, Михайло Суслов, Володимир Фастенко
- Художники: Олександр Грачов, Олександр Чистов
- Композитори: Олексій Мажуков, Євген Птичкін, Ян Френкель